# Halina Murias
Halina Maria Murias (Łańcut; 2 de Abril de 1955 — ) é um político da Polónia. Ela foi eleito para a Sejm em 25 de Setembro de 2005 com 6062 votos em 23 no distrito de Rzeszów, candidato pelas listas do partido Liga Polskich Rodzin.
Ele também foi membro da Sejm 2001-2005.